# جاي ميتشيل
جاي ميتشيل (بالإنجليزية: Guy Mitchell)‏ هو مغني وموسيقي وممثل أمريكي، ولد في 22 فبراير 1927 بديترويت في الولايات المتحدة، وتوفي في 1 يوليو 1999 بلاس فيغاس في الولايات المتحدة.

## وصلات خارجية
- جاي ميتشيل على موقع IMDb (الإنجليزية)
- جاي ميتشيل على موقع روتن توميتوز (الإنجليزية)
- جاي ميتشيل على موقع ألو سيني (الفرنسية)
- جاي ميتشيل على موقع ميوزك برينز (الإنجليزية)
- جاي ميتشيل على موقع أول موفي (الإنجليزية)
- جاي ميتشيل على موقع أول ميوزيك (الإنجليزية)
- جاي ميتشيل على موقع ديسكوغز (الإنجليزية)
- جاي ميتشيل على موقع قاعدة بيانات الفيلم (الإنجليزية)
- جاي ميتشيل على موقع كينوبويسك (الروسية)